# 불꽃 (1975년 영화)
《불꽃》은 1975년 공개된 대한민국의 영화이다. 제2회 동인문학상을 수상한 선우휘의 동명 단편을 영상화하였다.

## 내용
일제시대부터 6.25에 이르기까지 한 가정을 배경으로 한 민족의 수난사를 압축시킨 것이다. 공산군 장교가 되어 쳐내려온 친구에게 쫓겨 부엉산마루 동굴 속에 기진맥진 쓰러진 현(하명중)이 할아버지와 아버지, 그리고 어머니를 통해 자신에게 이어져온 삶의 의미를 결산하는 것으로부터 전개된다.
자기보존을 위해 항상 현실과 타협하고 수동적으로 살아올 수 밖에 없었던 할아버지, 그리고 3.1 운동에 참가해서 왜경의 총탄에 맞아 쓰러진 아버지, 또 그 가운데서 숙명적으로 인종만을 미덕으로 삼고 살아온 어머니. 현(하명중)은 여기서 자라난 자신의 과거를 돌이키며 최후의 순간을 가름한다.

## 배역
- 하명중
- 김진규
- 고은아
- 윤소라
- 김석훈

## 수상
- 1975년 제14회 대종상[3]
  - 최우수작품상
  - 남우주연상 - 하명중
  - 미술상 - 김유준
  - 조명상 - 손영철